# Шестаки
Шестаки́ (рос. Шестаки) — присілок у складі Біловського округу Кемеровської області, Росія.

## Населення
Населення — 274 особи (2010; 298 у 2002).
Національний склад (станом на 2002 рік):
- росіяни — 61 %
- чуваші — 35 %